# Mystic River (Connecticut)
La Mystic River est un cours d'eau situé dans la partie sud-est de l’État du Connecticut, aux États-Unis. 

## Étymologie
Le nom du cours d'eau dérive du mot wampanoag « muhs-uhtuq » signifiant « grande rivière ».

## Description
Contrairement à la rivière de même nom dans le Massachusetts, la Mystic River n’est pas une rivière, mais un estuaire. Son embouchure se situe à Mystic, qui est une census-designated place du comté de New London dans le Connecticut. L’estuaire y sépare les villes de Groton et Stonington.

## Histoire
Le village de Siccanemos, bâti par les Indiens Pequot, surplombait la rive ouest de la rivière Mystic. Il fut détruit lors de la guerre des Pequots le 26 mai 1637, le jour du massacre de Fort Mystic.